# Nati nel 1246
| Questa pagina contiene informazioni ricavate automaticamente dalle voci biografiche con l'ausilio del template Bio e di un bot. L'aggiornamento è periodico e automatico e ricostruisce completamente la pagina. Se manca una persona in questa lista, sei pregato di non aggiungerla, ma accertati piuttosto che la sua voce biografica contenga il template Bio e che i dati anagrafici siano correttamente compilati. Se il template Bio manca, inseriscilo tu stesso o, in alternativa, metti l'avviso {{tmp\|Bio}} che ne segnala la mancanza. Se i dati riportati sono sbagliati, correggi direttamente la voce biografica; le modifiche saranno visibili in questa lista entro pochi giorni. Per chiarimenti vedi il progetto biografie. La lista contiene solo le 9 persone che sono citate nell'enciclopedia e per le quali è stato implementato correttamente il template Bio. Pagina aggiornata al 10 ago 2025. |

- 8 marzo - Nikkō, monaco buddista giapponese († 1333)
- 14 settembre - John FitzAlan, VII conte di Arundel, nobile inglese († 1272)
- Angelo da Furci, presbitero, religioso e beato italiano († 1327)
- Ottone III di Ravensberg, nobile tedesco († 1306)
- Riccobaldo da Ferrara, italiano
- Sancha d'Aragona, principessa († 1262)
- Takezaki Suenaga, sovrano giapponese († 1314)
- Ughino di Lincoln, santo inglese († 1255)
- Guglielmo d'Accursio, giurista italiano († 1313)